# Hồ Nakuru
Hồ Nakuru là một trong số các hồ soda Thung lũng Tách giãn Lớn nằm ở độ cao 1.754 mét so với mực nước biển. Hồ nước nằm ở phía nam thành phố Nakuru, trong thung lũng Tách giãn Lớn ở Kenya. Nó được bảo vệ bởi Vườn quốc gia Hồ Nakuru thành lập năm 1961.
Nhờ có sự phong phú của tảo trong lòng hồ khiến nó trở thành một nơi thu hút số lượng lớn loài hồng hạc cùng một số loài chim khác. Nó cũng là nơi có nhiều loài sinh sống quanh và tới đây uống nước như khỉ đầu chó, lợn bướu và nhiều loài động vật có vú lớn khác. Tại vườn quốc gia cũng là nơi có số lượng nhỏ cá thể tê giác trắng và tê giác đen.
Trong những năm 1990, lượng nước trong hồ đã giảm đáng kể nhưng đang có xu hướng hồi phục. Năm 2013, lượng nước thấp trong ngưỡng báo động khiến loài hồng hạc di cư tới hồ Bogoria để tìm kiếm nguồn thức ăn.
Vườn quốc gia Nakuru được thành lập năm 1961 bảo vệ hồ nước cùng với vùng núi lân cận và đồng cỏ thảo nguyên. Nakuru trong ngôn ngữ Maasai có nghĩa là "nơi bụi rậm". Hồ Nakuru là một vùng đất ngập nước có tầm quan trọng quốc tế theo Công ước Ramsar, đồng thời cũng là một trong số tám hồ nước trong Thung lũng Tách giãn Lớn và là một trong ba hồ được UNESCO công nhận là Di sản thế giới vào năm 2011.

## Môi trường sống

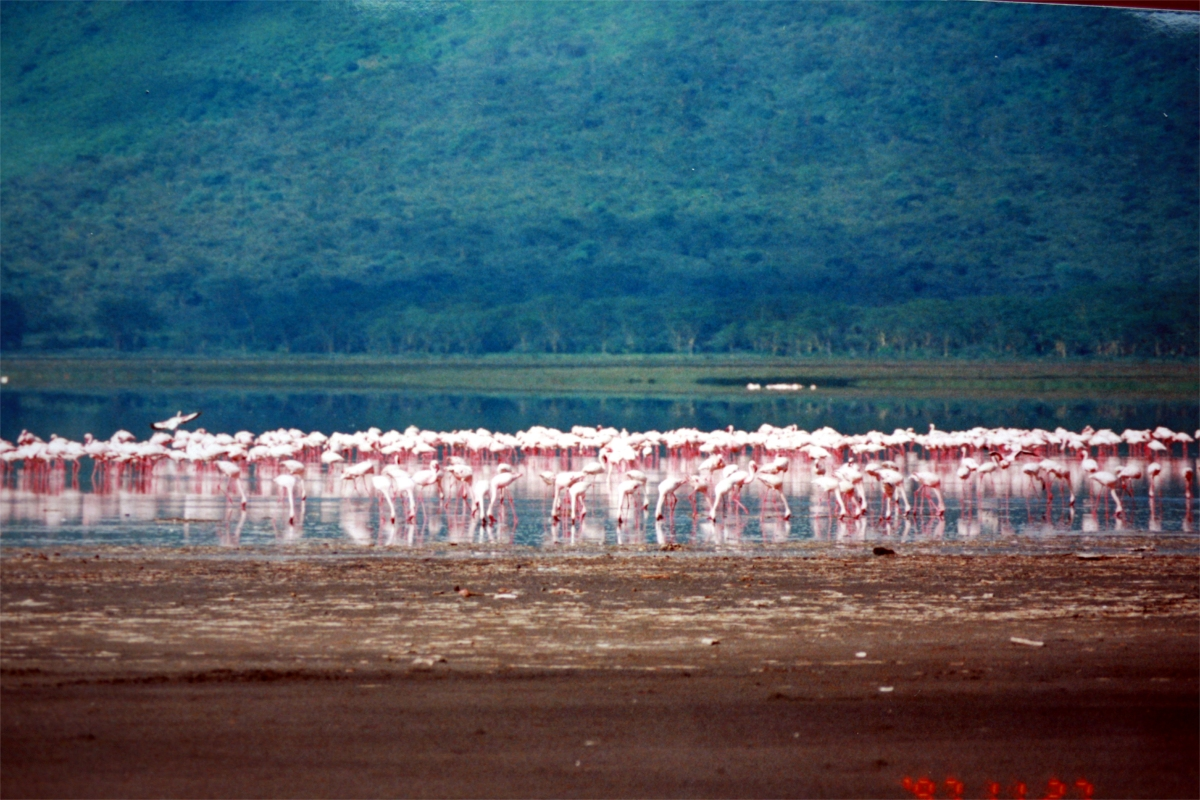
Hồng hạc kiếm ăn tại Hồ Nakuru.

Hồ Nakuru là một hồ kiềm, thay đổi diện tích từ 5–45 km². Nó nằm cách 164 km về phía bắc thủ đô Nairobi. Vì thế, tham quan ngắn ngày thì nó là một địa điểm trong chuỗi các địa điểm tham quan không nên bỏ qua cùng với Maasai Mara, hồ Baringo và Samburu. Hồ Nakuru nổi tiếng trên toàn thế giới nhờ cảnh quan ấn tượng của hàng triệu chim hồng hạc kiếm ăn. Nguồn thức ăn của những con hồng hạc này chính là tảo, nhóm thực vật phát triển mạnh ở những vùng nước ấm giống như ở Nakuru. Các nhà khoa học ước tính rằng hồng hạc ở hồ tiêu thụ khoảng 250.000 kg tảo mỗi ha diện tích bề mặt hàng năm. Số lượng chim hồng hạc đã giảm trong những năm gần đây, có lẽ do tình trạng khai thác du lịch quá mức, ô nhiễm nước thải công nghiệp và cả do những thay đổi về chất lượng nước. Thông thường, hồ Nakuru rút nước trong mùa khô và lũ lụt trong mùa mưa.
Trong những năm gần đây, đã có sự khác biệt lớn giữa mực nước trong mùa khô và mùa mưa lũ. Người ta nghi ngờ rằng điều này là do việc tăng chuyển đổi đất rừng đầu nguồn thành đất sản xuất cây trồng thâm canh và đô thị hóa. Cả hai đều làm giảm khả năng hấp thụ nước của đất, nguồn nước ngầm giảm, khiến hồ khô cạn và lũ lụt theo mùa. Ô nhiễm và hạn hán cũng đã phá hủy nguồn thức ăn của chim hồng hạc. Loài tảo lam Cyanobacteria tại các hồ gần đó thu hút hồng hạc di cư tới đó, như là hồ Elmenteita, Simbi Nyaima và Bogoria. Sự biến đổi khí hậu địa phương cũng đã được đưa ra để thảo luận về việc thay đổi điều kiện môi trường trong các hồ nước. Báo cáo phương tiện truyền thông gần đây đưa mối quan tâm ngày càng tăng giữa các bên liên quan, đó là việc hồng hạc chết và di cư tới các hồ khác có thể sẽ làm cho ngành công nghiệp du lịch ở địa phương diệt vong.

## Vườn quốc gia

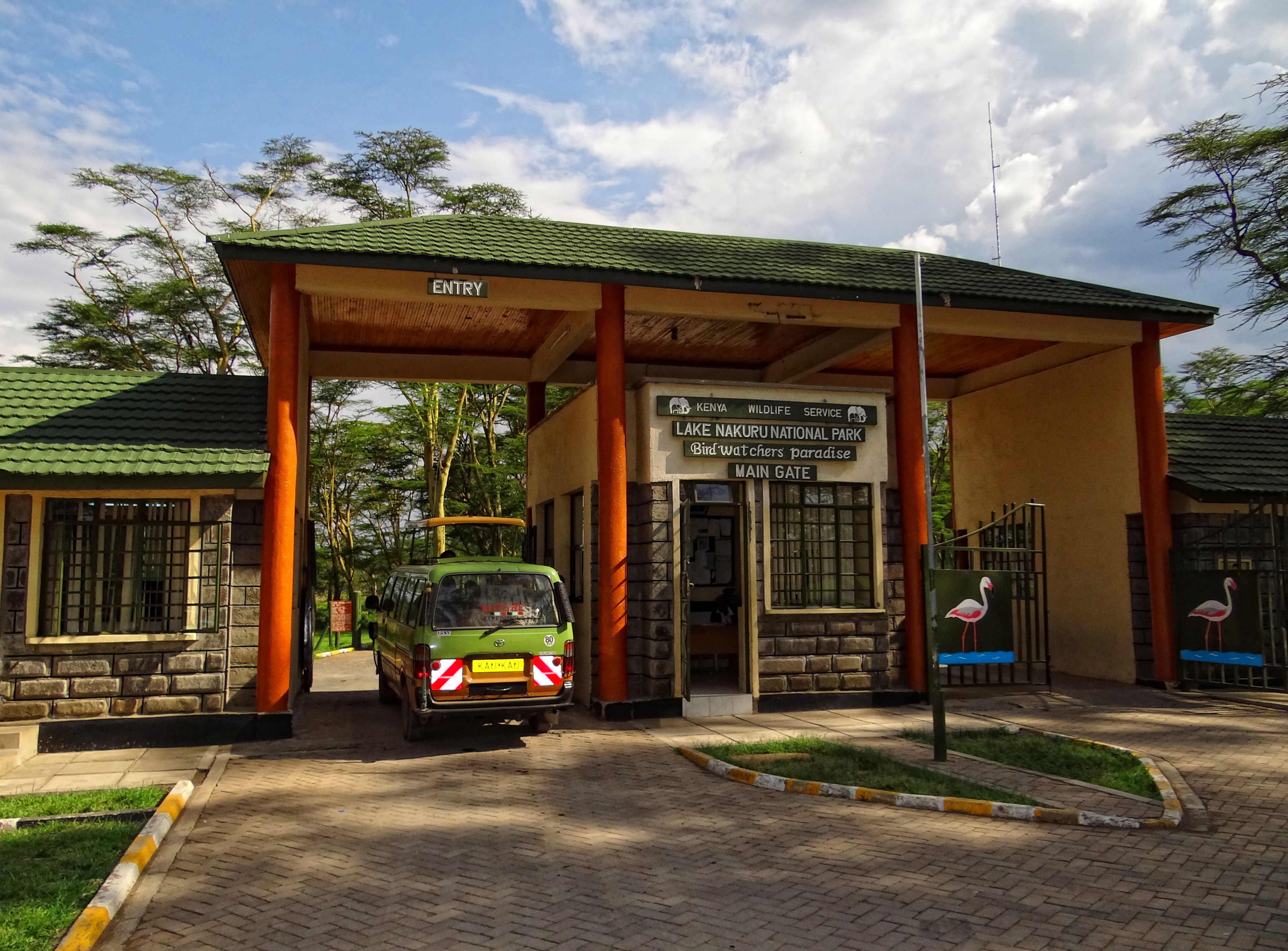
Cổng vào vườn quốc gia.

Khu vực bảo tồn được thành lập vào năm 1961, có diện tích 188 km², bao gồm hồ Nakuru và vùng xung quanh. Nó được biết đến với hàng triệu con chim hồng hạc làm tổ và kiếm ăn dọc theo hồ. Nơi quan sát tốt nhất toàn cảnh hồ nước để chứng kiến loài hồng hạc chính là từ vách đá Babboon (vách khỉ đầu chó) nằm gần hồ. Khu vực xung quanh hồ là nơi bảo tồn các loài cực kỳ nguy cấp bao gồm hươu cao cổ Rothschild, tê giác đen, tê giác trắng. Vườn quốc gia đã được mở rộng đáng kể để cung cấp nơi trú ẩn đặc biệt cho loài tê giác đen. Việc này đã được tiến hành với một hệ thống hàng rào để ngăn những kẻ săn trộm. Khu vực rộng lớn kéo dài tới 12,1 km tới tận Khu bảo tồn Soysambu về phía đông nam.
Theo số liệu thống kê năm 2009, vườn quốc gia có 25 cá thể tê giác đen, một trong số những nơi có số lượng tê giác đen đông nhất Kenya, cùng với 70 cá thể tê giác trắng và số lượng ít cá thể hươu cao cổ Rothschild. Nơi đây cũng khá phổ biến loài linh dương nước cùng các loài thú săn mồi như sư tử, báo săn, báo hoa mai. Trong các khu rừng rậm là sự xuất hiện của trăn. Ngoài hồng hạc, vườn quốc gia còn có sự xuất hiện của rất nhiều loài chim khác gồm đại bàng cá châu Phi, diệc khổng lồ, cò đầu búa, bói cá nhỏ, đại bàng đen.